# Daniel Burley Woolfall
Daniel Burley Woolfall (Blackburn, 15 giugno 1852 – 24 ottobre 1918) è stato un giurista e dirigente sportivo britannico.
Tra il 1906 e il 1918 fu presidente della FIFA.